# Abadia de Paisley

A Abadia de Paisley

Abadia de Paisley é uma antiga abadia beneditina, e desde a Reforma,  uma diocese da Igreja da Escócia, situada no centro da cidade de Paisley.
A igreja começou a ser construída em 1163, dedicada a Nossa Senhora. Treze monges vieram de Cluny para fundar a comunidade. Cresceu rapidamente e em 1245 ganhou o status de abadia. Foi reconstruida no século XIV.
Acredita-se que William Wallace tenha estudado lá quando jovem.
Roberto II da Escócia nasceu lá, quando sua mãe, Marjorie Bruce, mãe de toda a Casa de Stuart, em viagem, caiu do cavalo e teve que se abrigar na abadia, onde veio a falecer e está enterrada.
Com a Reforma Escocesa, a abadia passou para a Igreja da Escócia, presbiteriana, e ainda mantém uma comunidade e cultos regulares. 
Sua arquitetura apresenta diversos pontos de interesse, de se notar a construção gótica muito bem conservada; uma cruz, chamada Barochan, provavelmente celta, do século VIII; o conjunto de gárgulas, parcialmente reformado nos anos 1990; .